# Pistolet Vis wz. 35
Vis wz. 35 – polski pistolet samopowtarzalny skonstruowany w 1930 r. przez Piotra Wilniewczyca i Jana Skrzypińskiego przy współudziale Feliksa Modzelewskiego. W 1936 r. wprowadzony na uzbrojenie Wojska Polskiego jako etatowa broń boczna kadry zawodowej.
Pistolet pierwotnie nosił nazwę „WiS”, utworzoną od pierwszych liter nazwisk konstruktorów (Wilniewczyc i Skrzypiński), jednak na żądanie Departamentu Uzbrojenia została ona zmieniona na „Vis” (łac. siła).

## Historia

### W Wojsku Polskim

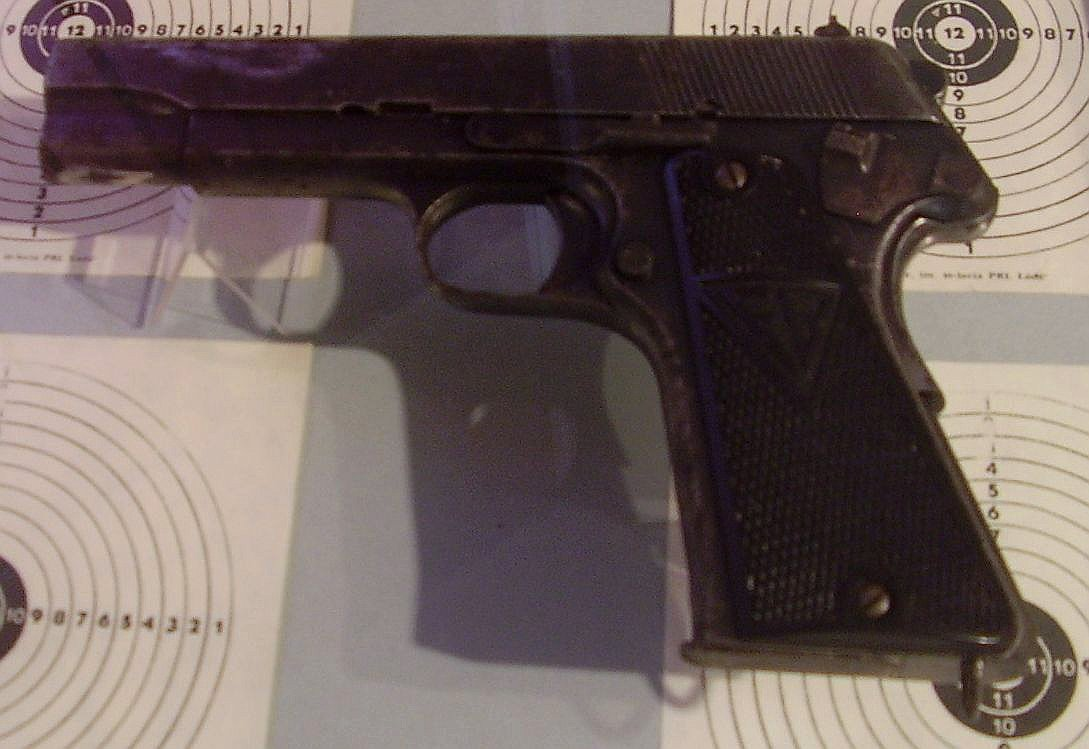
Vis wz. 32 – wczesna wersja pistoletu bez zwalniacza kurka

Pierwszy prototyp powstał w 1930 roku. Projekt zgłoszono do Urzędu Patentowego w Warszawie 15 stycznia 1931 roku, patent na „Pistolet samoczynny” nr 15567 przyznano 8 lutego 1932 roku. Chociaż pistolet wyraźnie wzorowany był na amerykańskim Colcie M1911, miał także kilka nowatorskich cech konstrukcyjnych. Pierwotna wersja pistoletu (wz. 32) pozbawiona była zwalniacza kurka. Partia próbna tej wersji została wyprodukowana w liczbie 134 sztuk, po czym konstrukcję zmodyfikowano. W 1936 r. Fabryka Broni w Radomiu rozpoczęła produkcję seryjną. Równocześnie wprowadzono pistolet na uzbrojenie kadry zawodowej Wojska Polskiego. Do wybuchu wojny wyprodukowano 49 400 sztuk pistoletów.
Pistolet wydawano w zestawie ze skórzaną kaburą. Kaburę żołnierz nosił na pasie głównym, po prawej stronie ciała niemal na biodrze. Wyjątkiem była 10 Brygada Kawalerii, gdzie pistolety noszono na tzw. sposób niemiecki – czyli kaburą po lewej stronie pasa. Do kabury dołączony był pas naramienny. W kaburze poza pistoletem było miejsce na dwa zapasowe magazynki oraz na mosiężny wycior do czyszczenia broni.

### W Wehrmachcie
Po przejęciu fabryki przez Niemców w 1939 roku produkcję kontynuowano na potrzeby Wehrmachtu jako Pistole 35(p). Vis-y produkowane przez Niemców miały uproszczoną względem pierwowzoru konstrukcję uwzględniającą ich własne wymagania dla produkcji masowej. Pistolet wytwarzano w kilku wersjach, różniących się wykończeniem i szczegółami konstrukcyjnymi, jednak ich jakość była z zasady niższa od Vis-ów przedwojennych. Produkcja była stopniowo przenoszona do fabryki Steyr w Austrii, mimo to nie zaprzestano produkcji w Radomiu, którą zakończyło dopiero zniszczenie zakładu przez postępujące wojska radzieckie w 1944 roku. Niemcy wyprodukowali wg różnych szacunków około 312–385 tys. pistoletów. Dla Pistole 35(p) Niemcy opracowali również własny model kabury, który produkowany był do zakończenia działań wojennych.
Pistolet był także montowany w warunkach konspiracyjnych, z części wykradanych z fabryki. We wrześniu 1942 roku w podradomskich Rożkach, po jednej z potyczek z partyzantami, Niemcy przechwycili kilka charakterystycznych pistoletów. Dzięki temu zdobyli dowód, że z zakładu wynoszona jest broń dla bojowników ruchu oporu. W odwecie okupanci powiesili na oczach całej załogi 15 pracowników.

### Współczesne repliki
W 1992 roku Vis był produkowany małoseryjnie w Zakładach Metalowych Łucznik w Radomiu, głównie dla kolekcjonerów broni. W 2010 roku Fabryka Broni w Radomiu ponownie wypuściła krótką serię informacyjną replik, a w 2017 roku zapowiadała nawet plany rozpoczęcia produkcji seryjnej. Obecnie (stan na 2025 r.) pistolet pozostaje niedostępny w ofercie producenta.

## Opis techniczny
Vis działał na zasadzie krótkiego odrzutu lufy, zamek ryglowany przez przekoszenie lufy. Lufa jest związana z zamkiem za pomocą dwóch rygli na górnej powierzchni lufy współpracujących z wycięciami ryglowymi w zamku. U spodu lufy znajdował się występ współpracujący ze szkieletem, zapewniał on obrót lufy podczas ryglowania. Mechanizm spustowo-uderzeniowy kurkowy bez samonapinania (SA). Kurek można zwolnić bez strzału za pomocą dźwigni zwalniacza umieszczonego po lewej stronie tyłu zamka. Vis posiada samoczynny bezpiecznik chwytowy na grzbiecie rękojeści, uruchamiający się po zniesieniu nacisku dłoni. Po wystrzeleniu ostatniego naboju z magazynka zamek zatrzymuje się w tylnym położeniu na zaczepie zamka. Stałe przyrządy celownicze składające się z muszki i szczerbinki. Magazynek 8-nabojowy, jednorzędowy.

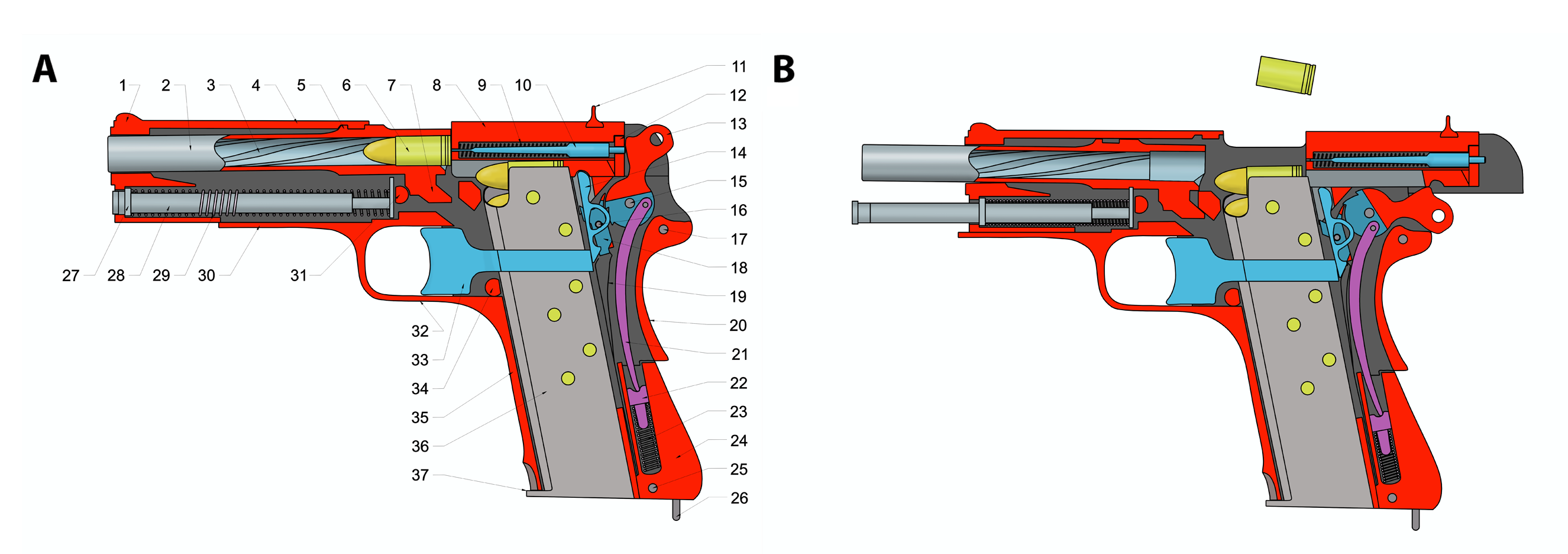
Budowa wewnętrzna pistoletu: A – pistolet załadowany B – pistolet bezpośrednio po wystrzale Części składowe: 1 – muszka, 2 – lufa, 3 – bruzda gwintu lufy, 4 – zamek (osłona lufy), 5 – występ ryglowy lufy, 6 – nabój, 7 – występ odryglowujący lufy, 8 – zamek, 9 – sprężyna iglicy, 10 – iglica, 11 – szczerbinka, 12 – opora iglicy, 13 – kurek, 14 – przerywacz, 15 – oś kurka, 16 – oś zaczepu kurkowego, 17 – oś bezpiecznika samoczynnego, 18 – zaczep kurkowy, 19 – sprężyna, 20 – bezpiecznik samoczynny, 21 – żerdź kurka, 22 – opora sprężyny uderzeniowej, 23 – sprężyna uderzeniowa, 24 – gniazdo sprężyny uderzeniowej, 25 – kołek gniazda sprężyny odpalającej, 26 – uchwyt paska, 27 – pierścień oporowy sprężyny powrotnej, 28 – żerdź sprężyny powrotnej, 29 – sprężyna powrotna, 30 – łoże, 31 – zatrzask zamka, 32 – kabłąk spustu, 33 – spust z szyną spustową, 34 – zatrzask magazynka, 35 – szkielet pistoletu, 36 – magazynek, 37 – stopka magazynka